# シゴルドゥロゥン湖
シゴルドゥロゥン (氷語: Sigöldulón) はアイスランドにある湖。クロゥクスロゥン (Krókslón) とも呼ばれる。

## 概要
シゴルドゥロゥンはアイスランド島の南部にあり、面積は 14 km² である。アイスランドでは大きな部類に入る。ランドマンナロイガル (Landmannalaugar) から近い。
シゴルドゥロゥンは水力発電を目的とした貯水池である。標高 600 m の山間部にあり、周囲が凝灰岩であることから、その名が付いた。貯水池はトゥングナアゥ川をせき止めて作られており、そこから水力発電所まで、1973年から1977年にかけて建設されたパイプで水を運んでいる。